# اس‌اس فلاندر (۱۹۵۱)
اس‌اس فلاندر (۱۹۵۱) (به انگلیسی: SS Flandre (1951)) یک کشتی بود که طول آن ۵۹۹٫۷ فوت (۱۸۲٫۸ متر) بود. این کشتی در سال ۱۹۵۱ ساخته شد.